# François Commeinhes
François Commeinhes, né le 10 novembre 1949 à Sète (Hérault), est un homme politique français.
Gynécologue de profession, il est propriétaire et président-directeur général de la polyclinique Sainte Thérèse à Sète. Maire divers droite de la ville de Sète de mars 2001 jusqu'à sa démission en mai 2025, il a aussi été sénateur LR de l'Hérault de 2014 à 2017.
Il est condamné en 2021 pour favoritisme pour avoir favorisé des proches ou connaissances dans le cadre d’attribution de marchés publics relatifs à des concessions de plage. Il est également condamné en 2023, pour détournement de fonds publics, à cinq ans d'inéligibilité et d’interdiction d’exercer la fonction de maire, peines suspendues par son pourvoi en cassation, puis confirmées le 30 avril 2025. Il démissionne dès le prononcé du délibéré de la mairie de Sète et de la présidence de Sète Agglopôle Méditerranée.

## Biographie
François Commeinhes naît le 10 novembre 1949 à Sète (Hérault)[réf. souhaitée].
Il est médecin gynécologue de profession, propriétaire et président-directeur général de la polyclinique privée Sainte-Thérèse située quai Mas-Coulet, à Sète. Il dirige également plusieurs sociétés de gestion et d’investissement immobiliers.

## Parcours politique
François Commeinhes est élu maire de Sète lors des élections municipales de mars 2001, il succède au maire communiste François Liberti.
En 2002, il se présente aux élections législatives sur la 7e circonscription sous l'étiquette Union pour la majorité présidentielle (UMP). Il arrive en tête au soir du premier tour, mais la triangulaire avec les candidats d'union de la gauche, François Liberti (PCF) et d'extrême-droite Jean-Claude Martinez (FN) tourne en sa défaveur,. C'est finalement François Liberti qui est élu député pour la deuxième fois consécutive.
Fin 2002, il fonde la Communauté d'agglomération du Bassin de Thau et en devient le président en janvier 2003. En 2005, il prend la tête du Syndicat mixte du bassin de Thau à sa création.
François Commeinhes se présente aux élections législatives de 2007 et 2012 comme suppléant du candidat de l'UMP et maire d'Agde Gilles d'Ettore, élu député le 17 juin 2007 puis battu par Sébastien Denaja le 17 juin 2012,,,.
Il est candidat pour un second mandat aux élections municipales de 2008 et candidat pour les élections cantonales sur le canton de Sète-1. Il est reconduit dans ses fonctions à la tête de la ville le 16 mars 2008 avec 52,93 % des suffrages face à François Liberti (Union de la Gauche) avec 47,07 %. Sur le 1er canton, François Commeinhes est élu avec plus de 55,5 % face à André Lubrano (Union de la gauche) pour le Conseil général de l'Hérault.
Candidat à sa propre succession lors des élections municipales de 2014, François Commeinhes est élu le 30 mars avec un score de 48 % dans une triangulaire l'opposant à une liste conduite par François Liberti, née de la fusion de diverses listes d'opposition municipale (Front de Gauche-PS-EELV-Divers) qui a recueilli 40 %, et la liste du Front National, conduite par Marie-Christine Aubert, qui a recueilli 12 %,.
En mai 2014, il est élu par le conseil communautaire président de Thau Agglo par 55 % des voix face au sortant et maire de Frontignan Pierre Bouldoire recueillant 45 %. Deux élus se sont abstenus. François Commeinhes avait précédemment occupé le poste de sa création en 2003, jusqu'en 2008 où il avait cédé sa place à Pierre Bouldoire. Il est également réélu à la présidence du Syndicat mixte du bassin de Thau.
Le 28 septembre 2014, à la suite du renouvellement de la moitié du Sénat, François Commeinhes est élu sénateur UMP de l'Hérault. Par conséquent, il abandonne son mandat de conseiller général de l'Hérault qu'il occupait depuis mars 2008 afin de respecter la loi de non-cumul des mandats.
En février 2017, il laisse sa place de président du Syndicat mixte du bassin de Thau à Yves Michel, maire de Marseillan, mais est malgré tout élu vice-président.
Le 15 juin 2017, il décide de se mettre en retrait du parti Les Républicains.
Le 1er octobre 2017, il fait partie des treize derniers sénateurs (sur un total de 41) à démissionner pour privilégier leur mandats locaux, en application de la loi du 14 février 2014 sur le non-cumul des mandats,. Marie-Thérèse Bruguière, qui le suivait sur la liste en 2014, le remplace.
Le 18 décembre 2019, François Commeinhes tient un meeting au cours duquel il présente le bilan de son mandat en présence de son équipe et annonce qu'il est candidat à un quatrième mandat lors des scrutins municipaux des 15 et 22 mars 2020. Il a le soutien des Républicains et de La République en marche. Le 28 juin 2020, il est réélu avec 47 % des voix pour un quatrième mandat à la mairie de Sète. En juillet 2020, il est réélu à la tête de Sète Agglopôle Méditerranée.

### Polémiques

#### Propos sur l'homosexualité
Le 17 octobre 2012, lors d'une interview au Midi Libre, François Commeinhes crée une polémique en parlant à propos des femmes homosexuelles, de « gays femelles » : « Même si j’ai beaucoup d’amis gays et que j’ai accouché des gays femelles, je ne vois pas ce que ça apporte sinon une couverture sociale. Mes adjoints le feront à ma place. ». Il exprimait ainsi son opposition au mariage gay. Dans un communiqué de presse, le maire de Sète a exprimé ses regrets à la suite de ses propos : « Je présente mes regrets à l’ensemble des personnes que j’ai pu heurter en utilisant des termes un peu abrupts dans le cadre d’une question qui m’a été posée sur le mariage gay à l’occasion du point presse. ». Puis il ajoute : « En tant que médecin et dans la bouche du gynécologue que je suis, il est bien évident que les mots "mâle" et "femelle" n’ont aucune connotation discriminatoire. Bien au contraire, le terme de "femelle" est pour moi synonyme de reproduction. ».

### Condamnations

#### Favoritisme
Le 3 décembre 2021, François Commeinhes alors maire de la ville de Sète, est condamné à une peine de 10 mois d’emprisonnement avec sursis et une amende de 8 000 euros pour des faits d’atteinte à la liberté d’accès ou à l’égalité des candidats dans les marchés publics commis du 22 juin 2010 au 11 juin 2011. Ce dernier a été reconnu coupable d'avoir favorisé des proches ou connaissances dans le cadre d’attribution de marchés publics relatifs à des concessions de plage,. Il s'était affranchi de tout appel d'offres pour en attribuer à son neveu en 2012.

#### Détournement de fonds publics
François Commeinhes est jugé à partir de 2022, étant accusé de détournement de fonds publics pour avoir versé des primes de plusieurs dizaines de milliers d'euros sans justifications. Entre 2016 et 2019, il a ainsi versé 99 000 euros à Patrick Millet, l'ancien directeur général des services de la ville, et 37 000 euros à un autre responsable,.
En première instance, le tribunal de Montpellier décide le 12 décembre 2022 d'abandonner les charges retenues contre François Commeinhes par le procureur de la République, au bénéfice du doute. François Commeinhes et Patrick Millet sont donc relaxés.
En janvier 2023, le parquet de Montpellier décide de faire appel de la relaxe du maire de Sète. Le 9 octobre 2023, la Cour d'appel de Montpellier rend un arrêt infirmant la relaxe prononcée en décembre 2022 en première instance. Ce dernier est ainsi reconnu coupable de détournement de fonds publics. Il est condamné à cinq ans d'inéligibilité et d’interdiction d’exercer la fonction de maire, à 15 000 euros d’amende et à un an de prison avec sursis.
Son avocat dépose un recours en cassation. Les peines prononcées sont donc suspendues. Le pourvoi est examiné le 19 mars 2025. Le 30 avril, la Cour de cassation rend son verdict et confirme sa condamnation à cinq ans d'inéligibilité avec interdiction d'exercer la fonction de maire, à 15 000 euros et à un an de prison avec sursis. Dans la foulée du délibéré, il annonce démissionner de son poste de maire de Sète et de la présidence de Sète Agglopôle Méditerranée. Hervé Marquès, jusqu'alors adjoint aux Sports, lui succède.

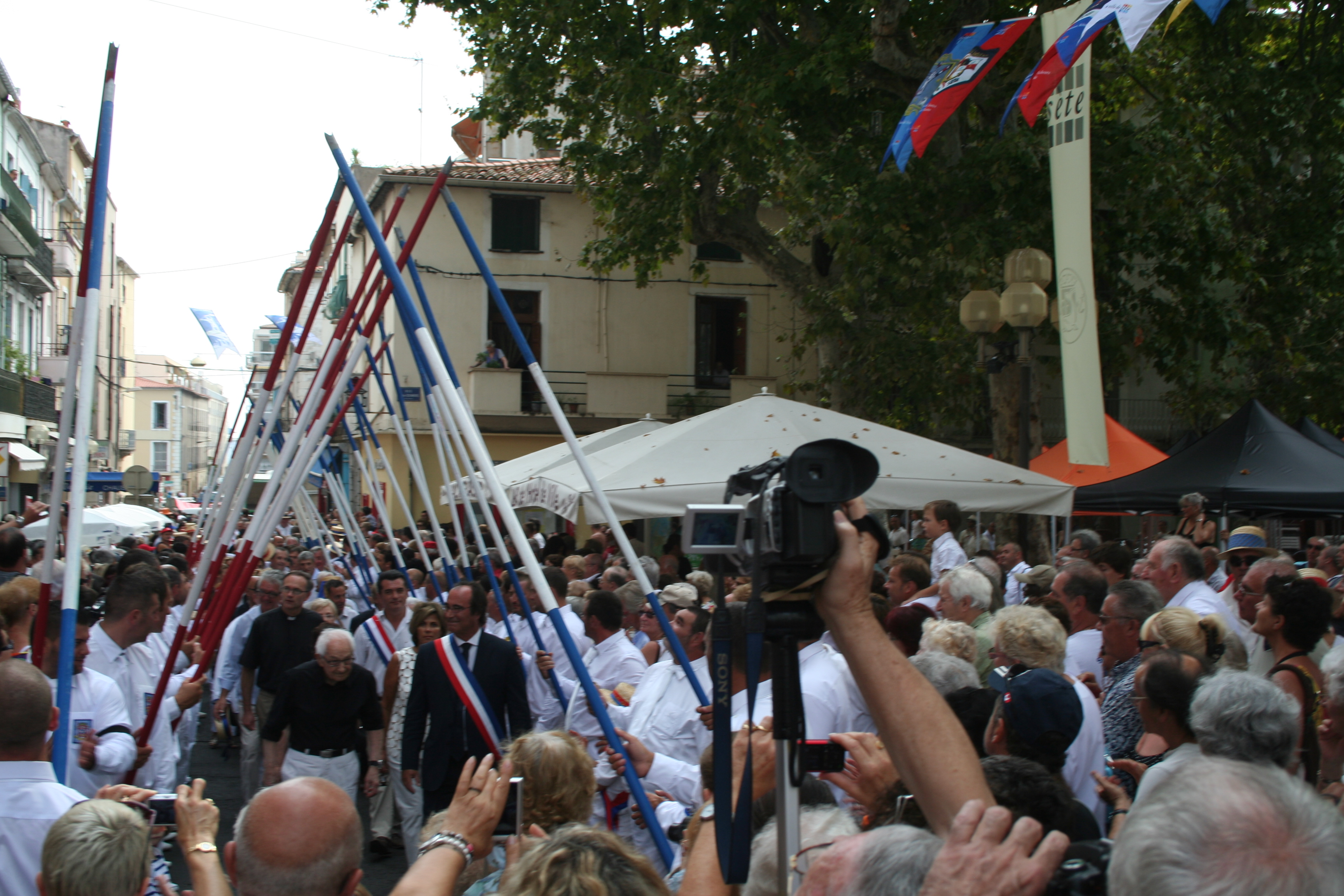
Fêtes de la Saint-Louis 2010 : Pierre Nocca reçu à la mairie de Sète par François Commeinhes, passe sous la haie d'honneur des jouteurs.

## Détail des mandats
- Maire de Sète de 2001[24] à 2025[39];
- Président de Sète Agglopôle Méditerranée, à sa création en 2003 jusqu'en 2008, puis de 2014 à 2025[39], réélu en 2020[7],[17],[25] ;
- Président du Syndicat Mixte du Bassin de Thau de 2005 à 2017[8],[19];
- Sénateur de l'Hérault de 2014 à 2017[18],[41];
- Conseiller général de l'Hérault de 2008 à 2014[14].